# Kortney Hause
Kortney Paul Duncan Hause (Goodmayes, 16 juli 1995) is een Engels voetballer die doorgaans als verdediger speelt. Hij verruilde Wolverhampton Wanderers in juni 2019 voor Aston Villa, dat hem daarvoor al een half seizoen huurde.

## Carrière
Hause maakte deel uit van de jeugdopleidingen van West Ham United en Birmingham City, maar debuteerde in december 2012 in het betaald voetbal in het shirt van Wycombe Wanderers. Hiermee kwam hij destijds uit in de League Two. Coach Gareth Ainsworth bevorderde hem bij aanvang van het seizoen 2013/14 tot onbetwiste basisspeler. 
Hause tekende eind januari 2014 bij Wolverhampton Wanderers. Dat was een opstap naar de League One. Hij ging niet meteen spelen. Hij zag zijn nieuwe club dat jaar kampioen worden zonder daar zelf aan bij te dragen. Wolverhampton verhuurde Hause in juli 2014 voor vier maanden aan Gillingham. Hiermee kwam hij alsnog tot veertien wedstrijden in de League One. Eenmaal terug bij Wolverhampton speelde hij daarvoor in de tweede seizoenshelft ook zeventien speelrondes in de Championship. Wolves-coach Kenny Jackett hield hem in 2015/16 aan als basisspeler. Een hamstringblessure kostte hem dat seizoen wel vier maanden afwezigheid. Hause kwam in vijf jaar bij Wolverhampton Wanderers uiteindelijk in 67 speelronden in actie. Coach Nuno Espírito Santo deed daarbij in de laatste anderhalf jaar amper nog beroep op hem.
Hause sloot in januari 2019 op huurbasis aan bij Aston Villa. Hier droeg hij in twaalf wedstrijden bij aan het afdwingen van promotie naar de Premier League. Hij stapte daarop op 17 juni 2019 definitief over naar Aston Villa, dat 3 miljoen euro voor hem betaalde. Hause debuteerde op 14 december 2019 voor Aston Villa in de Premier League, op Bramall Lane tegen Sheffield United. Hij mocht van trainer Dean Smith de wedstrijd aanvatten op de positie van linksachter. Hij speelde de volledige wedstrijd in de plaats van de geblesseerde Matt Targett, sinds november geregeld in de lappenmand. Hause speelde in de tweede seizoenshelft van 2019/20 vrijwel iedere wedstrijd vanaf de aftrap. Van 2020/21 tot en met 20222/23 kwam hij nooit boven de tien wedstrijden per seizoen. 

## Interlandcarrière
Hause kwam uit voor Engeland –20 en Engeland –21. Hij maakte deel uit van Engeland –21 op het EK –21 van 2017, maar kwam hierop zelf niet in actie.